# Sanjuanomyces elegans
Sanjuanomyces elegans är en svampart som beskrevs av R.F. Castañeda & W.B. Kendr. 1991. Sanjuanomyces elegans ingår i släktet Sanjuanomyces, divisionen sporsäcksvampar och riket svampar.   Inga underarter finns listade i Catalogue of Life.